# Bidet

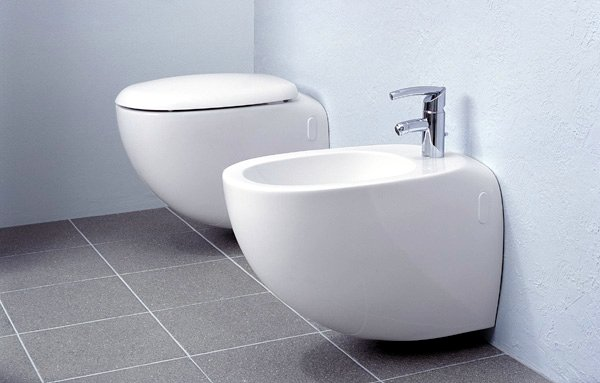
Een modern bidet

Een bidet is een laag geïnstalleerd onderdeel van het sanitair of een type wasbak voor het wassen van de uitwendige geslachtsorganen of de anus. Het woord is afkomstig uit het Frans.

## Geschiedenis

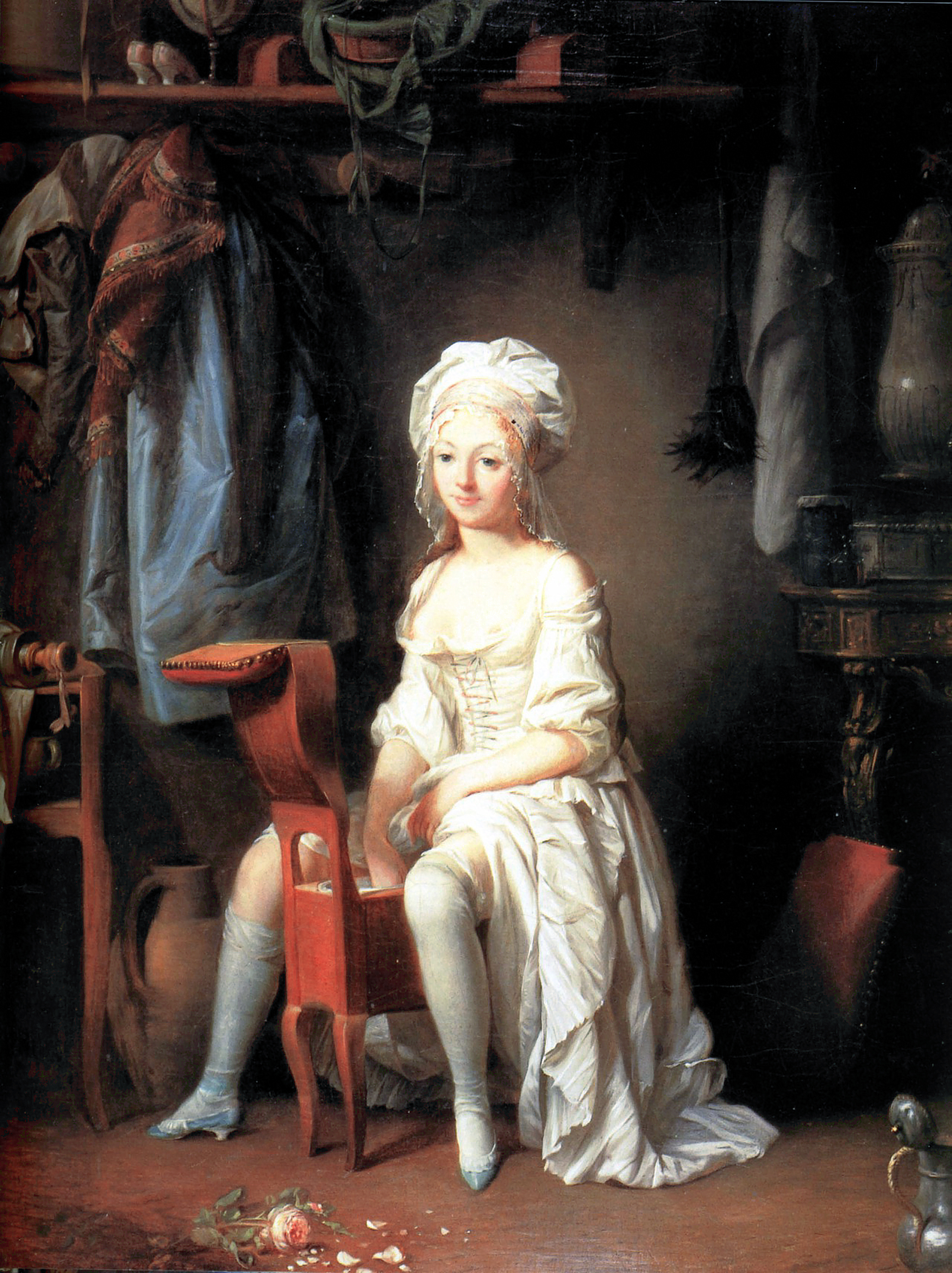
Achttiende-eeuws bidet in gebruik

Bidet is een Frans zelfstandig naamwoord met als etymon *bid-. De term duidt een klein sterk paard aan, en dikwijls meer bepaald een koerierspaard. Het Dictionnaire de l'Académie vermeldt in zijn 4de uitgave (1762) de afgeleide betekenis Een kleerkast die voor de reinheid dient, waarmee de Académie française voor het eerst de ons gekende betekenis zitbad voor intieme hygiene erkent. Met deze betekenis, een metafoor van de schrijlingse houding (als een ruiter te paard) waarmee men zich over dat bidet zet, heeft de term zich vanaf 1751 verspreid over de naburige talen (Französisches Etymologisches Wörterbuch, I, 353b-354a).
De bidet zou een uitvinding zijn van Franse meubelmakers aan het einde van de 17e eeuw of het begin van de 18e eeuw, hoewel geen exacte datum of uitvinder gekend is. Er bestaan theorieën dat de uitvinder Christophe Des Rosiers zou zijn, meubelmaker van de Franse koninklijke familie.
Tegen het begin van de 20e eeuw was, dankzij verbeteringen in het sanitair uit de victoriaanse tijd, de bidet (en de nachtpot) verhuisd van de slaapkamer naar de badkamer.
In de jaren zestig werd de elektronische bidet geïntroduceerd, een hulpmiddel dat men op bestaande toiletten plaatste en geschikt was voor badkamers die te klein waren voor zowel een toilet als een bidet. Ook zijn er toiletten waar dit al geïntegreerd is, het douchetoilet.

## Gebruik
Bidets worden vooral gebruikt voor het wassen en reinigen van de uitwendige geslachtsorganen en de anus, en ook voor de huid rondom. Bidets komen echter ook van pas om andere delen van het lichaam te wassen; ze zijn bijvoorbeeld erg praktisch voor het wassen van de voeten. Hoewel ze enigszins op een toilet lijken, dient een bidet eerder met een wastafel of bad vergeleken te worden. Bidets worden in dat opzicht zelfs gebruikt als praktisch babybad. Voor mensen met fysieke beperkingen voor wie het moeilijk is in bad te gaan, of die bang zijn om uit te glijden in de douche, is het bidet een uitstekend hulpmiddel om toch de persoonlijke lichaamshygiëne te onderhouden. Bidets komen dan ook erg van pas voor bejaarden en mindervaliden en voor mensen met aambeien.
Gebruikers die niet vertrouwd zijn met bidets, verwarren deze soms met urinoirs, toiletten, voetenbadjes of zelfs drinkfonteintjes. De gebruiker dient naar het toilet te gaan voor hij het bidet gebruikt; een bidet dient immers om je te wassen nadien. Over het algemeen wordt men verondersteld op het bidet te zitten met het gezicht naar de kraan en straalbuis gekeerd. Het kan echter even efficiënt, en voor sommigen aangenamer zijn, om met de rug naar de kraan en de muur gekeerd te zitten.
Bidets bestaan in verschillende vormgevingen. Veel bidets hebben één kraan die (meestal warm) water met druk doet stromen in een bassin. Het bassin kan met een stop afgesloten worden zodat het kan vollopen, of men kan het water laten wegvloeien. Andere bidets hebben een straalbuis die een boog water in de lucht spuit. Deze waterstraal moet dan op de schaamstreek terechtkomen.
Er bestaan ook bidets in de vorm van een straalpijp, die aan een bestaand toilet worden bevestigd, of die deel uitmaken van het toilet zelf. In dit geval blijft het gebruik beperkt tot het reinigen van de anus en de genitaliën. Sommige van deze bidets hebben twee waterbuisjes. Het korte buisje dient dan voor het wassen van de streek rond de anus, terwijl het langere de vrouwen toelaat de vulva te wassen. Deze moderne bidets worden dan vaak elektronisch bediend in plaats van met een traditionele kraan. Sommige hebben dan zelfs een element onder de zitting dat opwarmt, zodat men kan drogen na het wassen.
Hoewel het gebruik van het bidet veronderstelt dat men de geslachtsorganen en anus aanraakt met de hand na toiletgebruik, kan dit hygiënischer zijn dan het gebruik van toiletpapier. De meeste mensen die het bidet gebruiken, maken overigens van beide methoden gebruik en vegen eerst met toiletpapier vooraleer men zich wast aan het bidet.

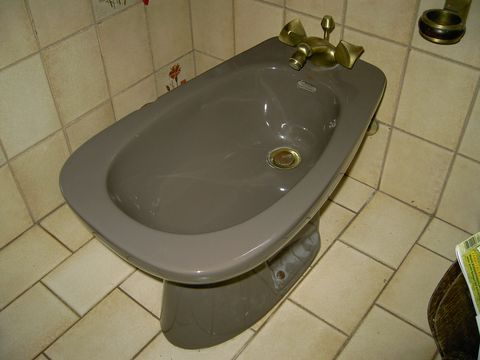
Een bidet: deze vorm komt frequent voor in Europa
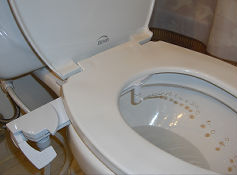
Een add-on bidet